# Chenal de lave
Pour les articles homonymes, voir Chenal.

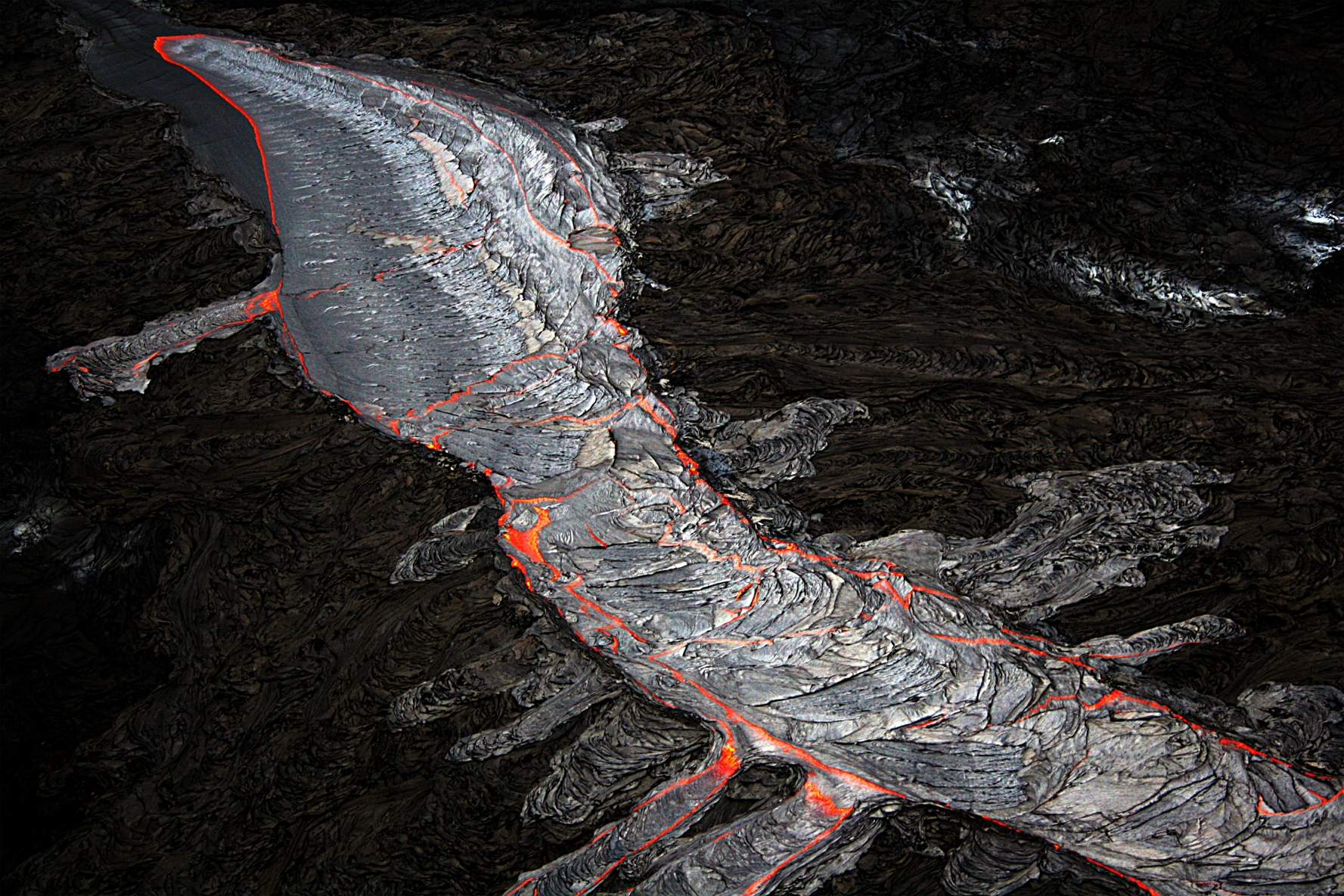
Chenal de lave pāhoehoe sur le Kīlauea à Hawaï ; la lave déborde localement des levées, les surélevant au fur et à mesure.

Un chenal de lave est une coulée de lave fluide confinée par des levées naturelles formées de lave solidifiée. Les levées peuvent préexister ou bien se former progressivement par la solidification des bords de la coulée et se surélever à l'occasion de débordements. La lave qui coule dans des chenaux est le plus souvent de composition basaltique mais aussi carbonititique.

## Formation et comportement

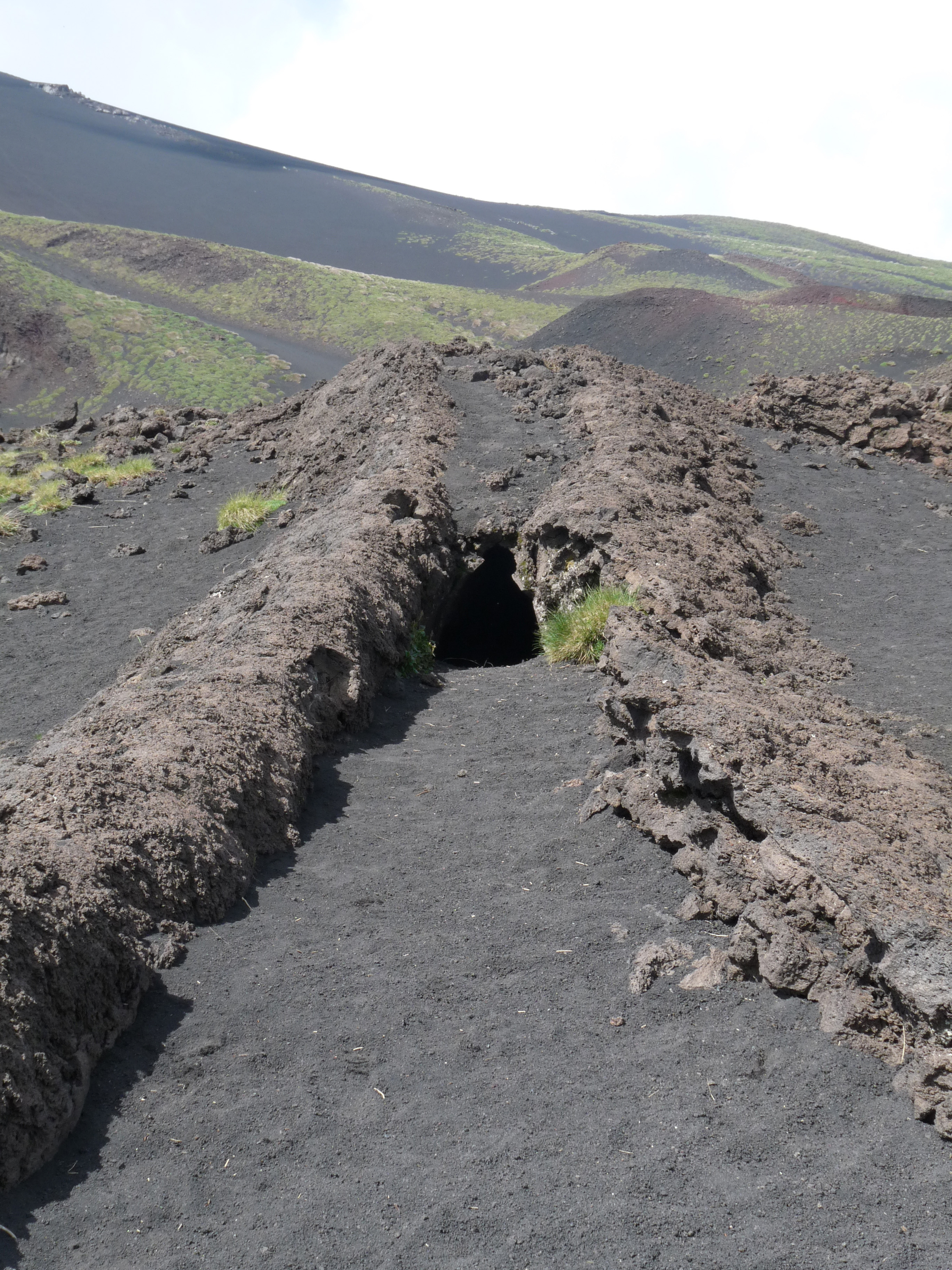
Petit chenal de lave solidifié et partiellement fermé en un tunnel sur l'Etna.

Les chenaux de lave se forment lorsque les bords de la coulée, au contact de terrains plus froids et ayant une vitesse moins élevée qu'au centre, se refroidissent et se solidifient. Ils forment alors des levées qui peuvent se surélever lorsque la lave déborde périodiquement et/ou localement. Ces chenaux ont pour effet d'augmenter la distance parcourue par les coulées de lave qui, ainsi canalisées, voient leur chaleur et par conséquent leur vitesse préservées plus longtemps.
Lorsqu'une portion de levée cède sous la pression de la coulée de lave, il en résulte un débordement latéral de lave fluide qui vient perturber la dynamique de la coulée de lave, le front moins alimenté en lave fraîche, voire la faire dévier en direction de zones jusqu'alors épargnées par la roche en fusion. C'est un des phénomènes qui rend hasardeux la prédiction du tracé des coulées de lave par les volcanologues.
Lorsque des fragments refroidis à la surface de la coulée viennent se coller aux bords des levées, ceux-ci peuvent finir par se rejoindre et former un tunnel de lave, qui préserve d'autant plus la chaleur de la coulée de lave et ainsi sa vitesse.

## Localisation
Les chenaux de lave sont connus sur Terre mais aussi sur Mars comme Baltis Vallis et Kasei Valles, Vénus comme Ituxi Vallis (en) ou encore Io comme Tawhaki Vallis. Le plus grand chenal de lave connu est sans doute Kasei Valles : un réseau de chenaux de plusieurs centaines de kilomètres de largeur pour plus de 2 000 kilomètres de longueur.